# 儋州 (古代)
儋州，唐朝时设置的州。
武德五年（622年）改儋耳郡置，治所在义伦县（今海南省儋州市西北旧儋县）。辖境相当今海南省儋州、昌江、东方等市县地。天宝元年（742年）又改为昌化郡，乾元元年（758年）复为儋州。北宋熙宁六年（1073年）改为昌化军。南宋端平中改为南宁军。
元朝时，南宁军属海北海南道宣慰司。明朝洪武二年（1369年）十月，又改南宁军为儋州，属琼州府。正统四年（1439年）六月，州治宜伦县省入。下领昌化县。清朝，仍属琼州府，考评：要。光绪三十一年（1905年），昌化县改属新设的崖州直隶州。辛亥革命后，全国废府州厅改县，废为儋县。
儋州刺史
- 薛元朋（唐宣宗大中年间）[3]